# Konstanty Laszczka
Konstanty Laszczka (Makówiec Duży, 3 de setembro de 1865 - Cracóvia, 23 de março de 1956) foi um escultor, pintor e artista gráfico polonês. Foi também professor e reitor da Academia de Belas Artes de Cracóvia.